# Branthwaite Hall
Branthwaite Hall er et peel tower i nær landsbyen Branthwaite og byen Cockermouth i Cumbria, England. Historikeren Anthony Emery har beskrevet det som "et af de bedst bevarede tidlige huse Cumbria".
Branthwaite Hall blev bygget af Skelton-familien, der fik jorden fra Branthwaite-familien via ægteskab.
I 1967 blev den klassificeret som listed building af første grad.